# 姜勇 (中将)
姜勇（1956年—），辽宁盖平县人。中国人民解放军国防大学毕业。中国人民解放军中将军衔。
长期服役于南京军区，曾任某炮兵师政委。2006年12月，任陆军第一集团军政治部主任，期间晋升为少将。2008年2月，任陆军第三十一集团军政委，与时任军长王宁中将搭档。2014年7月，任济南军区政治部主任。2015年1月，任北京卫戍区政治委员。2018年1月，任中共北京市委常委。
2013年，担任第十二届全国人大解放军代表团代表。2018年2月24日，当选为第十三届全国人大代表。